# Pizzo Badile Camuno
Il pizzo Badile Camuno è un massiccio montuoso delle Alpi Retiche meridionali, che raggiunge l'altezza massima di 2 435 m s.l.m..

## Descrizione

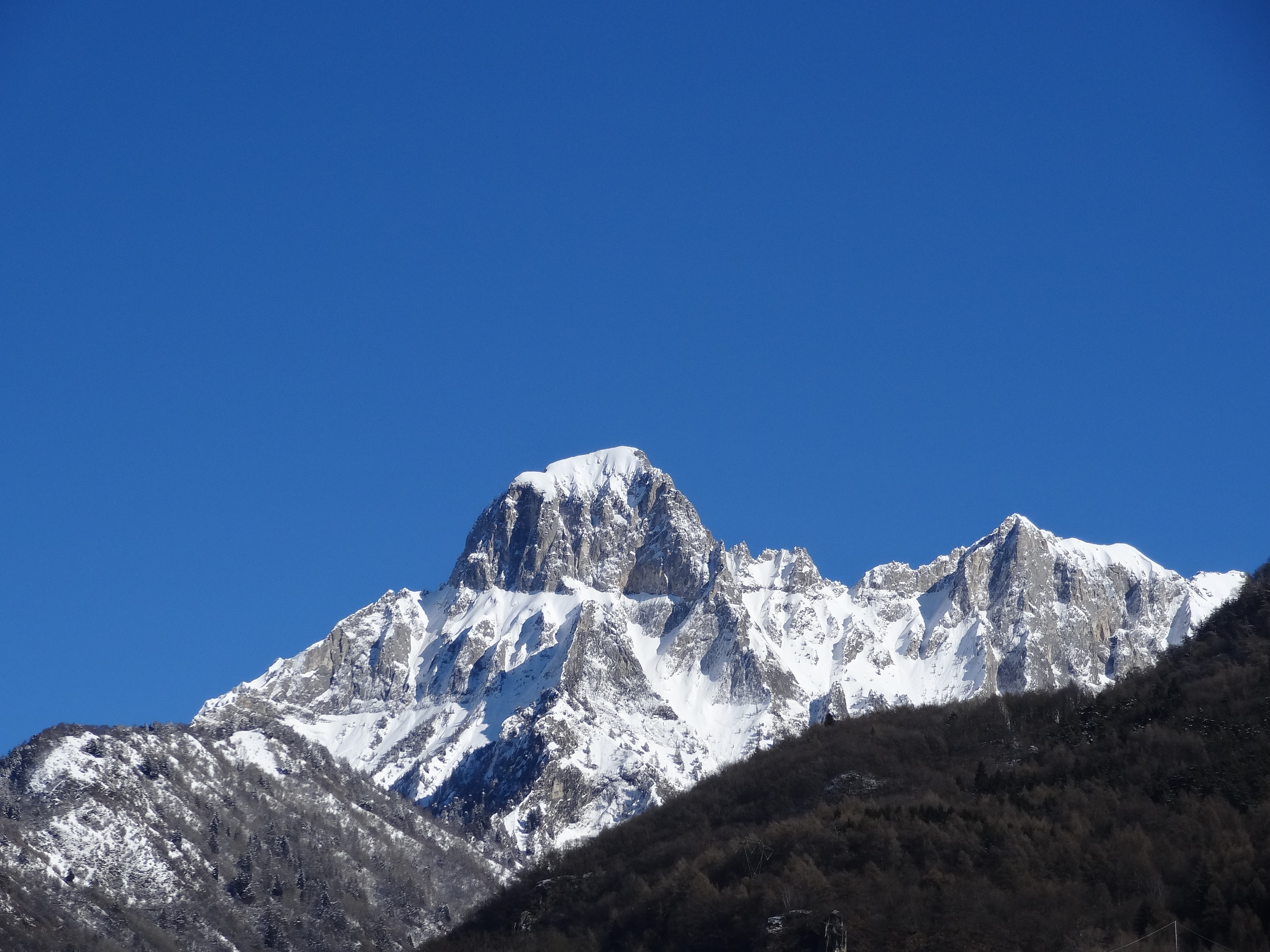
Il pizzo Badile Camuno e sella di Nantì da Niardo in inverno

Il pizzo Badile (Badìl nei dialetti camuni) si erge nella media Val Camonica, deve il suo nome alla curiosa forma a pala della sua cima.
Come la Concarena, che è posta di fronte, sull'altro versante della valle, è formato da  una roccia calcarea, che si differenzia in questo caso per essere stata sottoposta a fenomeni di metamorfismo al momento dell'intrusione del plutone dell'Adamello.
Questa struttura è attraversata da una fascia di tonalite scura (detta fasa) anch'essa proveniente dal massiccio dell'Adamello.

### Sella di Nantì
La sella di Nantì (1633 m s.l.m.) si trova sul prolungamento in direzione sud-ovest del pizzo Badile, rappresentato da una cresta che separa la vallata formata dal torrente Figna da quella del Palobbia che discende dalla val Paghera.

## Storia

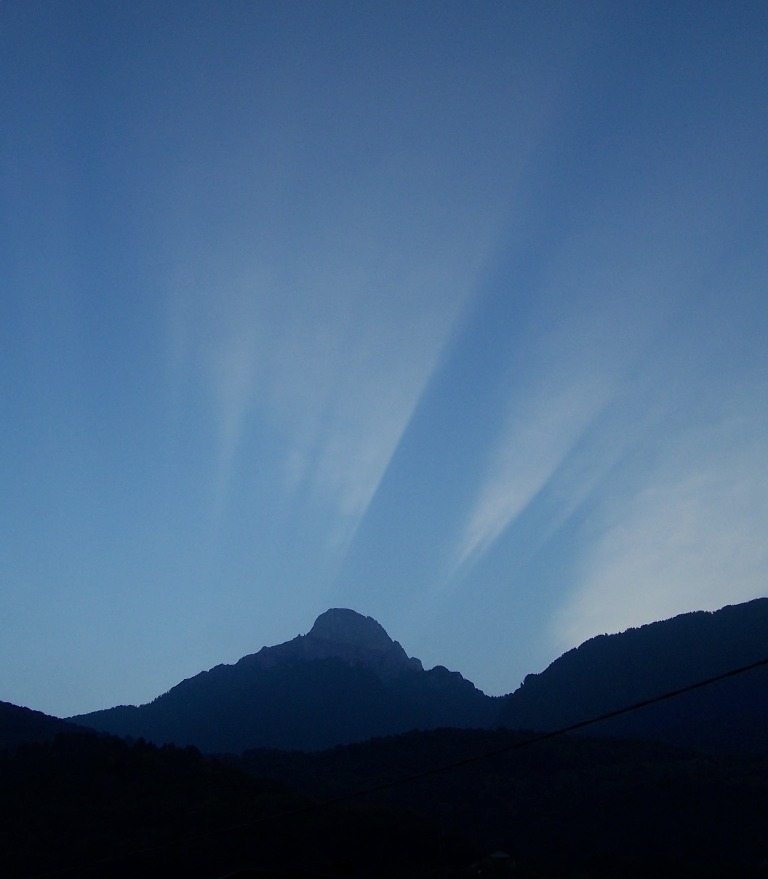
Il pizzo Badile durante gli equinozi

Sebbene siano probabili già tentativi di scalata in epoca preistorica e antica, dato l'influente numero di reperti archeologici ritrovati in questa zona, la prima esplorazione registrata risale al 1855, quando il professore Regazzoni, per le ricerche relative al suo Profilo geognostico del Pendio Meridionale delle Alpi Lombarde, probabilmente si spinse sino alla Fasa. Le notevoli incisioni rupestri sul monte fanno pensare ad una montagna sacra dei Camuni, la tribù locale nell'antichità.
I primi tentativi per la conquista della vetta riguardano Francesco Ballardini e Paolo Prudenzini, attraverso la val di Cotro, dal lato meridionale, ma finirono senza successo.
Il 25 maggio 1884, una settimana dopo il primo tentativo gli stessi si unirono al cacciatore Battista Beatrici, che li guidò sulla sua via di caccia ai camosci. Prudenzini si fermò alle pendici della Fasa, mentre Bellardini e Beatrici s'inerpicarono fino alla vetta, dove eressero il tradizionale ometto in segno di conquista.
Un'annotazione antropologica: il Pizzo Badile, per il suo aspetto, era dalle popolazioni locali considerato un monte "maschile"; al verificarsi degli equinozi, la sua ombra raggiunge la Concarena, monte considerato invece "femminile".

## Alpinismo
La montagna, sebbene accessibile da numerosi itinerari, non è molto frequentata, a causa della cattiva fama relativa alla qualità della roccia.
Inoltre gli itinerari di arrampicata sono molto brevi, e preceduti da lunghi e faticosi avvicinamenti.